# Скальський Віталій Валерійович
Скальський Віталій Валерійович (нар. 30 липня 1982, Володимир-Волинський) — український історик, кандидат історичних наук, дослідник історії Української революції 1917-1921 рр.

## Освіта і професійна діяльність
2004 р. — закінчив історичний факультет Волинського національного університету ім. Лесі Українки, диплом з відзнакою. 
2004-2005 р. — вчитель історії, правознавства та християнської етики Луцької гімназії № 14
2005-2009 рр. аспірант Інституту історії України НАН України.
2008-2011 рр. — співробітник Українського інституту національної пам'яті.
24 червня 2011 р. захистив в Інституті історії України НАН України дисертацію за темою «Українська Центральна Рада: суспільні очікування та сприйняття (березень 1917 – квітень 1918 рр.)», науковий керівник – Верстюк Владислав Федорович.
З 2011 р. науковий співробітник відділу історії Української революції 1917–1921 рр. Інституту історії України НАН України.
Викладає на кафедрі історії Національного університету «Києво-Могилянська академія».

## Основні публікації
- Село Піски у 1917–1918 рр. // Шрагівські читання: збірник статей і матеріалів / Відп. ред. О.Б. Коваленко. – Чернігів: Просвіта, 2012. – Вип. 2. – С. 173–178.
- Дворянин, попович та селянський син (штрихи до біографій загиблих під Крутами у січні 1918 року) // Проблеми вивчення історії Української революції 1917–1921 рр. – 2011. – № 6. – C. 389–408.
- Українська революція 1917–1921 рр. у політиці формування національної пам’яті в 2007–2010 рр. // Проблеми вивчення історії Української революції 1917–1921 років. – 2010. – № 5. – С. 5–22. (У співавторстві з В. Верстюком.)
- Влада та суспільство в Українській Народній Республіці (листопад 1917 – квітень 1918 рр.) // Український історичний збірник. – 2009. – Вип. 12. – С. 167–175.
- Образ Центральної Ради у свідомості селян на початковому етапі Української революції // Український історичний журнал. – 2008. – № 1. – С. 46–59.